# خورودنگانه
خورودنگانه (به لهستانی:  Horodniany) یک روستا در لهستان است که در گمینا یوخنوویتس کوشچیلنه واقع شده‌است. خورودنگانه ۱۹۰ نفر جمعیت دارد.